# Organizzazione militare della guerra di secessione americana
Questa è l'Organizzazione militare dei due eserciti, Union Army e Confederate States Army e  che si scontrarono durante la guerra di secessione americana.

## Organizzazione delle unità

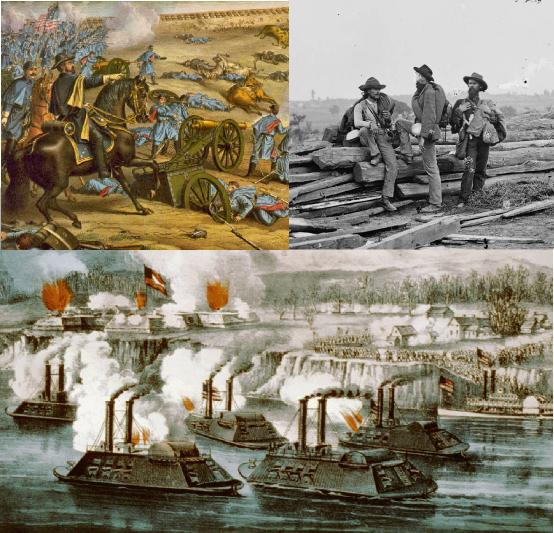
Immagini della Guerra di secessione

Gli eserciti sia degli Stati Confederati sia degli Stati Uniti d'America avevano sei unità di campagna di base. La più grande era l'Armata, la più piccola era la compagnia.
Armata (Army)
Un'Armata comprendeva da uno ad otto Corpi d'Armata. Era comandata da un Generale. L'Unione spesso dava alle sue Armate nomi di fiumi o corsi d'acqua, ad es. Armata del Potomac. I Confederati davano alle loro Armate I nomi di Stati o regioni, ad es. Armata della Virginia settentrionale.
Corpo d'Armata (Corps)
Il Corpo d'Armata comprendeva una media di tre Divisioni. Aveva circa 36.000 uomini ed era comandata da un Maggior Generale (Unione) o da un Tenente Generale (Confederazione).
Divisione (Division, Div)
La Divisione comprendeva da tre a cinque Brigate. Aveva circa 12.000 uomini ed era comandata da un Maggior Generale. Le Divisioni Confederate tendevano a contenere più Brigate di quelle dell'Unione e spesso avevano il doppio di uomini rispetto a quelle dell'Unione.
Brigata (Brigade, Bde)
La Brigata comprendeva una media di quattro reggimenti. Aveva circa 4.000 uomini ed era comandata da un Brigadier Generale. Le Brigate dell'Unione erano distinte con numeri; le Brigate Confederate portavano spesso il nome dell'attuale Comandante o di un Comandante precedente.
Reggimento (Regiment, Rgt)
Il reggimento comprendeva solitamente dieci compagnie. Aveva circa 1000 uomini ed era comandata da un colonnello.
Legione (Legion, Leg)
La Legione aveva una forza analoga a quella del reggimento, ma comprendeva unità di fanteria, cavalleria ed artiglieria. Non era prevista nell'Unione.
p.s vi era una differenza fondamentale nall'organizzazione dei due eserciti:
Battaglione (Battalion, Btl)
Il battaglione aveva la stessa organizzazione del reggimento ma aveva solo da quattro ad otto compagnie ed era comandato da un Tenente Colonnello.
Compagnia (Company, Coy)
La compagnia, di circa 100 uomini, era comandata da un capitano. Le compagnie erano distinte con le lettere A–K (esclusa la J, per evitare confusioni con la I.)
Gli Stati Confederati avevano inoltre un'organizzazione territoriale, articolata in Dipartimenti, Distretti ed altre suddivisioni minori.

## Rango e gradi dei militari
Il rango di un soldato indica i suoi doveri e le sue responsabilità. La grande maggioranza dei soldati era di truppa (enlisted) e costituiva il nerbo della forza combattente. Sopra di loro c'erano i Sottufficiali (noncommissioned officers), considerati comunque di truppa, ed Ufficiali (commissioned officers). Gli Ufficiali godevano di maggior prestigio rispetto alla truppa, ma avevano anche responsabilità aggiuntive, dato che erano responsabili di tutti i soldati sotto il loro comando.
Generale (General o Full General)
Un Generale aveva il comando e la responsabilità amministrativa di un'Armata. Il grado non era inizialmente previsto nell'Unione.
Tenente Generale (Lieutenant General)
Un Tenente Generale aveva il comando e la responsabilità amministrativa di un Corpo d'Armata. Anche questo grado non era inizialmente previsto nell'Unione.
Maggior Generale (Major General)
Un Maggior Generale aveva il comando e la responsabilità amministrativa di una Divisione. Doveva garantire che la sua Divisione fosse ben curata e pronta a combattere quando necessario. In battaglia comandava la Divisione impartendo ordini ai Comandanti delle Brigate circa la posizione delle loro truppe.
Brigadier Generale (Brigadier General)
Un Brigadier Generale aveva il comando e la responsabilità amministrativa di una Brigata di fanteria o di cavalleria, costituita di solito da quattro reggimenti. Doveva tenere i propri uomini in buone condizioni e pronti a combattere. In battaglia guidava la Brigata istruendo I reggimenti sul dove combattere.
Colonnello (Colonel)
Un colonnello aveva il comando e la responsabilità amministrativa di un reggimento di fanteria, cavalleria o artiglieria, costituito da un vario numero di compagnie. Al colonnello spettava guidare personalmente il suo reggimento in battaglia per garantire il suo rendimento al massimo delle sue capacità. Per questo motivo molti colonnelli furono uccisi o feriti in azione.
Tenente Colonnello (Lieutenant Colonel)
Un tenente colonnello era il vice comandante di un reggimento di fanteria, cavalleria o artiglieria. Doveva assistere il colonnello in tutti i suoi compiti e in battaglia aiutava a condurre il reggimento in combattimento. Se il colonnello era ucciso o ferito il tenente colonnello prendeva immediatamente il comando del reggimento.
Maggiore (Major)
Un maggiore era il terzo in comando di un reggimento di fanteria, cavalleria o artiglieria ed assisteva il colonnello nei compiti amministrativi e di combattimento. In battaglia un maggiore di fanteria guidava l'attacco reggimentale collocandosi sul fronte con la guardia alla Bandiera. Se il colonnello ed il tenente colonnello erano uccisi o feriti il maggiore prendeva il comando del reggimento.
Capitano (Captain)
Un capitano aveva il comando di una compagnia di fanteria o di uno squadrone di cavalleria o di una batteria di cannoni d'artiglieria. In aggiunta ai suoi doveri amministrativi un capitano di fanteria guidava la sua compagnia in battaglia dando i comandi appropriati per il movimento ed il combattimento delle sue truppe, in concerto con le altre compagnie del reggimento.
Tenente (Lieutenant)
I tenenti erano vicecomandanti delle compagnie di fanteria, squadroni di cavalleria e batterie di artiglieria. I tenenti di fanteria assistevano il capitano da una posizione dietro la linea di battaglia guidando le truppe nel movimento e nel fuoco.
Sergente Maggiore (Sergeant Major)
Il sergente maggiore era un membro del comando di reggimento responsabile della tenuta delle memorie del reggimento. In battaglia avanzava sulla sinistra, dietro la linea di battaglia, per aiutare nella guida del movimento della truppa.
Sergente (Sergeant)
I sergenti prestavano servizio o nella guardia alla Bandiera o nelle single compagnie del reggimento. Ci potevano essere delle graduazioni riferite all'impiego amministrativo, ad esempio primo sergente, sergente d'ordinanza, sergente quartiermastro. I sergenti di fanteria avanzavano o sulla linea di battaglia o dietro di essa, a seconda delle responsabilità individuali. Aiutavano a guidare i movimenti della truppa e tenevano gli uomini in posizione con l'esempio e la forza del comando.
Caporale (Corporal)
I caporali prestavano servizio o nella guardia alla Bandiera o nelle single compagnie del reggimento. Durante il combattimento I caporali di fanteria che non facevano parte della guardia alla Bandiera si posizionavano sulla linea di battaglia. Aiutavano a tenere uniforme l'allineamento nel movimento della compagnia. I soldati guardavano ai caporali per essere guidati durante il combattimento.
Soldato (Private)
I soldati erano la spina dorsale dell'esercito. Muovevano insieme spalla a spalla in ordinate linee di battaglia e obbedivano agli ordini dei loro Ufficiali di compagnia. Raramente i soldati agivano di testa loro ma piuttosto operavano come gruppo con lo scopo di combattere con un favorevole rapporto di forze.
In aggiunta ai gradi regolari gli eserciti avevano diversi gradi per gli specialisti. Ogni reggimento aveva un contingente di Ufficiali del comando che comprendeva chirurghi, quartiermastri, aiutanti e, all'occasione, cappellani.
C'erano anche gradi speciali per soldati in specifici reparti del reggimento, come la musica da campo (pifferi e percussioni), la banda reggimentale (ottoni e percussioni), e la guardia alla Bandiera.
La guardia alla Bandiera era un gruppo onorario scelto per portare la Bandiera o la Bandiera di Battaglia del reggimento. Consisteva solitamente di otto caporali alla Bandiera e di un sergente alla Bandiera.

## Uniformi

### L'uniforme unionista

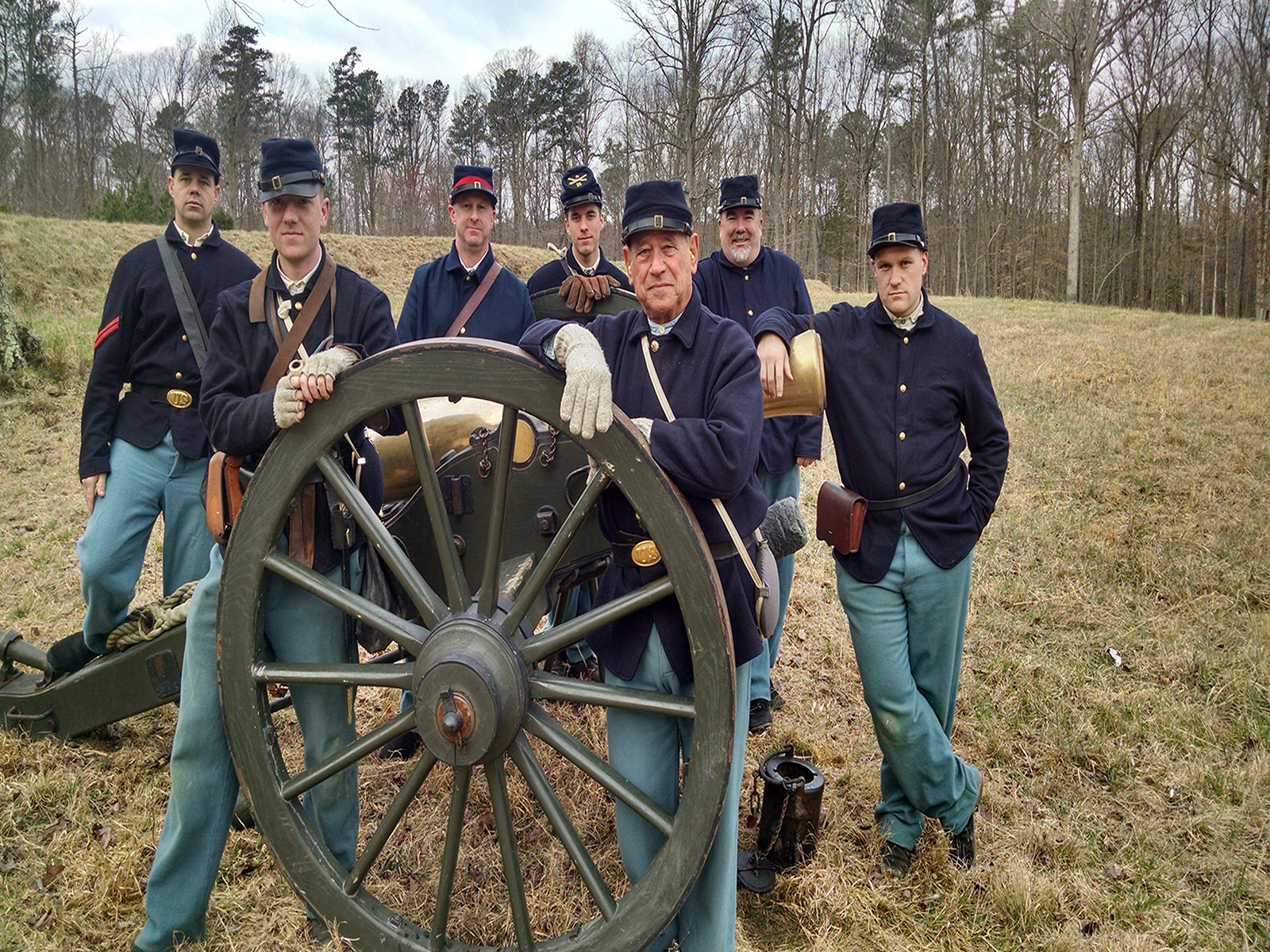
Divise di artiglieri unionisti

I nordisti portavano l'uniforme regolamentare dell'esercito americano di prima della secessione, simile a quella indossata durante la guerra del 1812 e quella contro il Messico. Rimarrà la stessa per tutta la durata del conflitto: un kepi soffice azzurro scuro, una giacca azzurro scuro e dei calzoni azzurro cielo, da cui il loro soprannome “giacche azzurre”. Dei motivi di colore sull'uniforme indicavano il tipo di soldato. Azzurro cielo la fanteria, giallo la cavalleria, rosso l'artiglieria. La Marina disponeva di tenute da marinaio. La tenuta degli Ufficiali e dei soldati all'inizio del conflitto conteneva più tessuto ed era più elaborata di quanto non fosse verso la fine.
Il Nord, ben industrializzato, non ebbe difficoltà ad approvvigionare convenientemente le truppe. Il loro armamento era americano e fabbricato negli Stati Uniti (Springfield Armoury). Come il Sud, il Nord aveva truppe di milizia indipendente (alcune, anche molte, equipaggiate alla maniera degli Zuavi)- nota: gli zuavi erano una specialità importata dall'esercito francese e si trattava di truppe leggere d'assalto. Unità Zuave potevano trovarsi sia nell'esercito regolare (nord e sud) sia nelle milizie territoriali, ma un po' meno del Sud. Ma aveva molte truppe specializzate che portavano un'uniforme distintiva, come ad esempio gli Sharpshooter (tiratori scelti) che portavano una uniforme verde.

### L'uniforme confederata

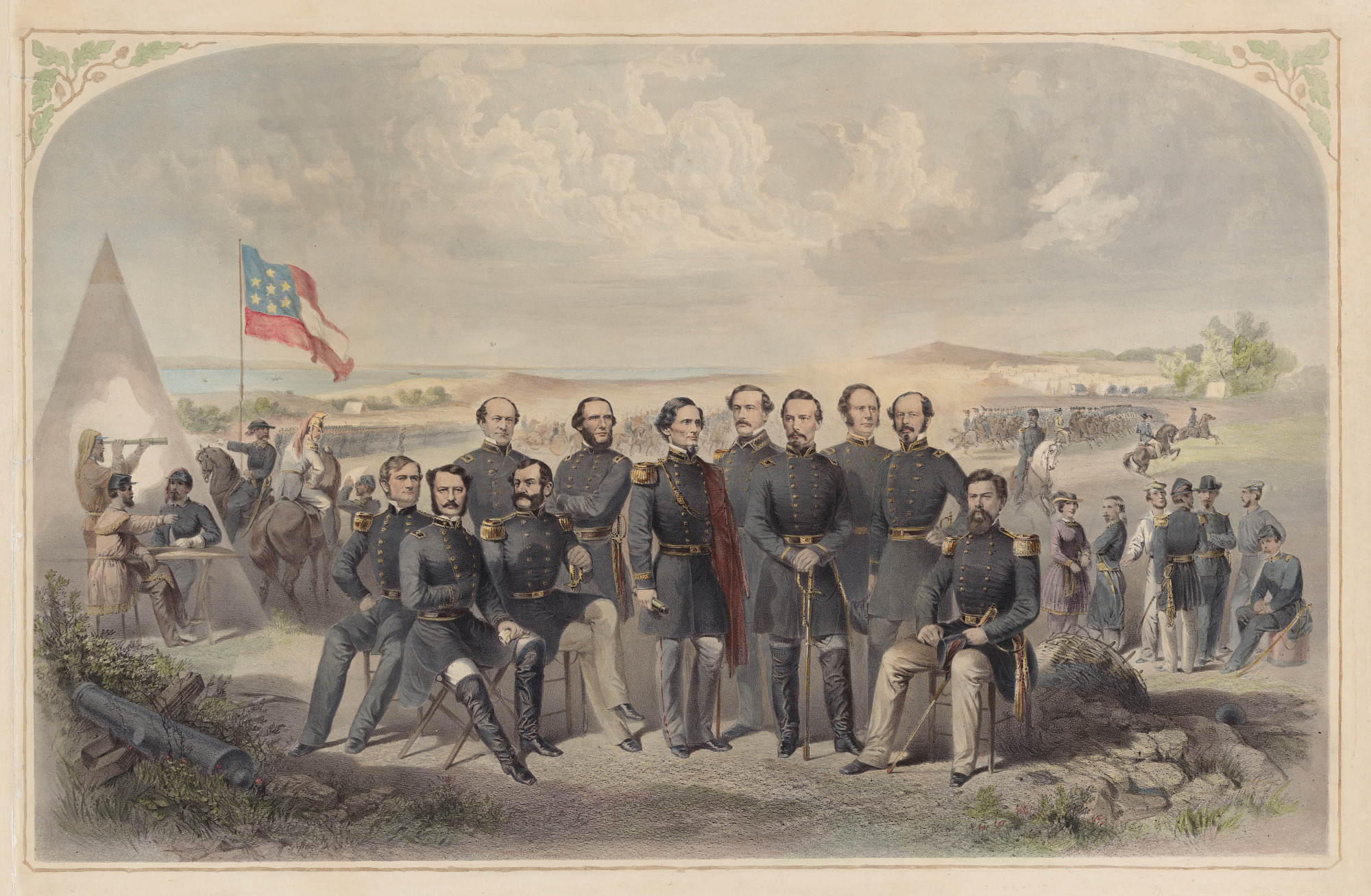
Generali confederati

Fiero della sua tradizione, il Sud contava molte unità di milizia indipendente (armata privata, Zuavi). Questi portavano un bell'equipaggiamento complesso rassomigliante a quello degli Zuavi francesi. Ogni reggimento aveva la propria uniforme distintiva.
L'armata regolare aveva come uniforme regolamentare, all'inizio del conflitto, una bella uniforme d'ispirazione francese, cioè una giacca grigia e azzurro cielo, con un kepi soffice azzurro cielo e calzoni azzurro cielo. La loro tenuta era adorna di belle insegne ed accessori. Questo per la fanteria. L'azzurro cielo del kepi e sulla giacca era sostituito dal giallo per la cavalleria, dal rosso per l'artiglieria e dal bianco per la marina. I Confederati erano equipaggiati con armi standard inglesi (Enfield Armoury).
Ma questo durò poco tempo: quando i Confederati ebbero a soffrire di una grande crisi logistica passarono molto rapidamente ad una uniforme tutta grigia. Verso metà del conflitto i soldati dovettero farsi da soli le proprie uniformi, formate da una giacca grigia, un kepi grigio e un paio di pantaloni celesti. Inoltre molti soldati non avevano scarpe o stivali e combattevano a piedi nudi e, quando possibile, prendevano le scarpe e i calzoni dei cadaveri dei nordisti. Tuttavia la situazione era meno critica per quanto riguardava gli ufficiali, che si potevano pagare delle uniformi decenti tra cui una giubba grigia con bordature in oro alle maniche, un cappello nero a larga falda (stile cowboy) con una piuma sulla parte sinistra, guanti bianchi e stivali e pantaloni neri.
Alla fine del conflitto un soldato standard si riconosceva dagli abiti civili grigi o color cuoio e portava generalmente un cappello civile. Aveva come armamento armi catturate ai nordisti, armi inglesi o armi non regolamentari.

## Aneddoti e curiosità
- Per ottimizzare l'efficienza produttiva, gli stivali militari delle truppe nordiste venivano prodotti senza differenziazioni tra piede sinistro e destro. Spettava poi al soldato "imprimergli" la forma giusta indossandoli e camminandoci dentro. Ovviamente le vesciche erano all'ordine del giorno.